# Мали Белаћевац
Мали Белаћевац (алб. Bardh i Vogël) је насеље у општини Косово Поље, Косово и Метохија, Република Србија.

## Географија
Село лежи у равници, на левој обали Дренице, у луку њеног адаптационог лакта.

## Порекло становништва по родовима
Подаци о пореклу становништва из 1933. године.
Албански родови
- Селимовић (8 к.) и Браимовић (10 к.), оба од фиса Краснића. Досељени из Острозуба (Дреница) око 1840.
- Сварца (1 к.), од фиса Гаша. Доселио се као мухаџир из Сварче у Топлици.

Православни Роми
- Крстићи (2 к.). Живели у многим косовским селима. У М. Белаћевцу настањени 1916.

У селу је 1933. живела и једна ромска муслиманска кућа, која се занимала коваштвом и која се стално сељакала.

## Демографија
| Година       | 1948 | 1953 | 1961 | 1971 | 1981 | 1991 |
| ------------ | ---- | ---- | ---- | ---- | ---- | ---- |
| Становништво | 208  | 241  | 258  | 353  | 498  | 545  |

|  |